# Valles Caldera National Preserve
Das Valles Caldera National Preserve ist ein National Preserve (nationales Schutzgebiet) im US-Bundesstaat New Mexico, das sich im nordöstlichen Sandoval County und im südlichen Rio Arriba County westlich von Los Alamos befindet. Es schützt einen großen Teil der Valles Caldera, eine Region von bedeutendem geologischen, ökologischen und kulturellen Wert. Es hat eine Landfläche von 361,04 km² und wurde bis 2015 vom Valles Caldera Trust mit Sitz in Jemez Springs verwaltet. Im Jahr 2014 ermöglichte ein Gesetz, das dem National Defense Authorization Act beigefügt war, die Übertragung des Schutzgebiets an den National Park Service und die Auflösung des Valles Caldera Trust. Die Übergabe an den National Park Service fand schließlich am 1. Oktober 2015 statt.

## Beschreibung

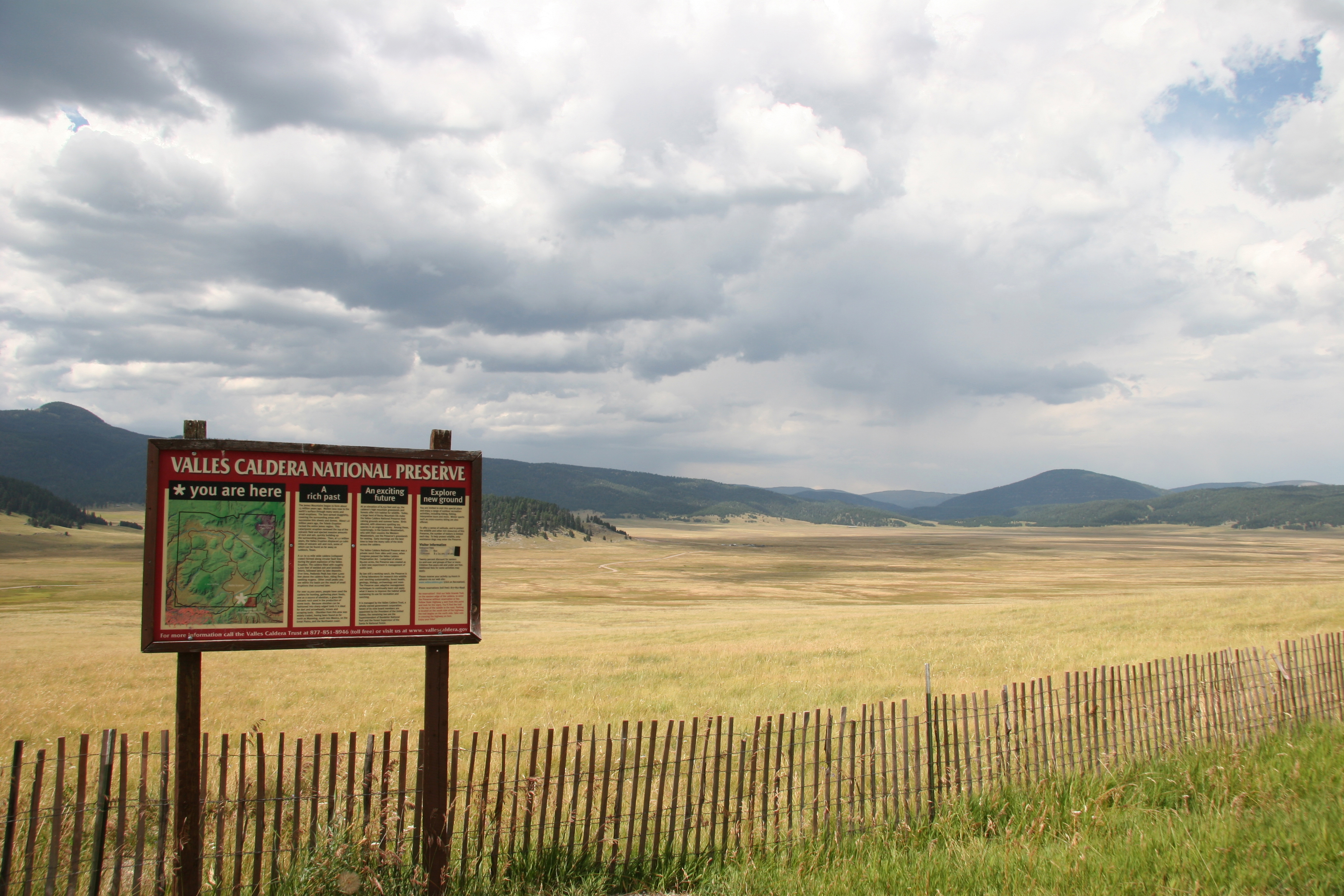
Landschaft der Valles-Caldera

Der Valles Caldera Preservation Act von 2000, der von Präsident Bill Clinton am 25. Juli 2000 unterzeichnet wurde, schuf das Valles Caldera National Preserve. Das Gesetz sah den Kauf des Landes durch den Bund vor, das zuvor als Baca-Ranch in Privatbesitz war. Der Landbesitz von 380 km² und sieben Achtel des geothermischen Mineralienbesitzes wurden von der Bundesregierung für 101 Millionen Dollar erworben. Die Mittel für den Kauf wurden durch den Land and Water Conservation Fund bereitgestellt. Einige Bereiche der ehemaligen Baca-Ranch sind von kultureller Bedeutung für die amerikanischen Ureinwohner. Dementsprechend erhielt der Pueblo Santa Clara 20 km² des gekauften Lands, das im Nordosten an das Gelände grenzt. Dazu gehört auch das Quellgebiet des Santa Clara Creek, das vom Pueblo als heilig angesehen wird.
Die Baca-Ranch verfügte über eine Bandbreite an Baumarten und eine beträchtliche Artenvielfalt. Zum Zeitpunkt des Kaufs beherbergte die Ranch 64 km Forellenbäche, 26.757 ha Nadelwald, 17 gefährdete Pflanzen- und Tierarten und 10.000 ha Grasland, das von 8000 Elchen, der größten Herde New Mexicos, beweidet wurde. Das Schutzgebiet ist von Bundesgebiet umgeben, darunter der Santa Fe National Forest, die Jemez National Recreation Area und das Bandelier National Monument.